# Stocken
Stocken is een plaats in de gemeente Orust in het landschap Bohuslän en de provincie Västra Götalands län in Zweden. De plaats heeft 133 inwoners (2005) en een oppervlakte van 14 hectare.